# Ministerie van Cultuur, Recreatie en Maatschappelijk Werk
Het ministerie van Cultuur, Recreatie en Maatschappelijk Werk (CRM) was een Nederlands ministerie dat in 1965 werd opgericht als opvolger van het ministerie van Maatschappelijk werk. Het ministerie van CRM stond in Rijswijk. Een van de eerste ministers was Marga Klompé; zij was tevens de eerste vrouwelijke minister van Nederland. Het ministerie werd in 1982 ontmanteld en ging grotendeels over in het ministerie van Welzijn, Volksgezondheid en Cultuur.

## Ministers
- Maarten Vrolijk (PvdA) (1965-1966)
- Marga Klompé (KVP) (1966-1971)
- Piet Engels (KVP) (1971-1973)
- Harry van Doorn (PPR) (1973-1977)
- Til Gardeniers-Berendsen (KVP/CDA)  (1977-1981)
- André van der Louw (PvdA) (1981-1982)
- Hans de Boer (ARP/CDA) (1982)

## Locatie
Bij de oprichting was het ministerie verspreid over diverse gebouwen in Den Haag. In september 1966 verhuisde het naar Rijswijk. Hiermee had het ministerie twee primeurs: het was het eerste ministerie dat buiten Den Haag gevestigd was en het nieuwe kantoor (tegenwoordig De Generaal genoemd) was het eerste gebouw in Nederland dat volgens het jackblocksysteem gebouwd was. Bij het jackblocksysteem begint men op het maaiveld met de bouw van de bovenste verdieping, waarbij het gebouw etage per etage opgevijzeld wordt. In 1971 verhuisde het ministerie naar het gebouw Hoogvoorde, even verderop, dat volgens hetzelfde jackblocksysteem gebouwd was. Het oude CRM-gebouw werd overgenomen door de belastingdienst FIOD. Nadat het ministerie in 1982 was opgeheven, werd een gedeelte van de taken overgenomen door het ministerie van WVC en daarna door het ministerie van VWS dat tot 1998 in Hoogvoorde gevestigd bleef, na het vertrek van VWS uit Rijswijk werd het gebouw ingericht als gemeentehuis van Rijswijk.

## Beleidsterreinen
Er kan worden gesteld dat het ministerie van CRM zowel voor beleid als uitvoering belangrijk was. Het ministerie was verantwoordelijk voor alles op het gebied van cultuur en op het gebied van educatie, sociaal-economisch welzijn, sport en recreatie en de media (NOS). Meer specifiek: 
- musea,
- cultuurbeleid,
- volwasseneneducatie,
- vormingswerk,
- kinderopvang,
- algemeen maatschappelijk werk,
- bijstandsuitkeringen,
- sociaal-cultureel werk (club en buurthuiswerk, kinderwerk, tiener- en jongerenwerk, volwassenenwerk, ouderenwerk, opbouwwerk, peuterspeelzalen).
- Publieke omroepen,
- NOS,
- natuurbescherming,
- bibliotheekbeleid,
- film,
- literatuur,
- sport,
- recreatie,
- BKR voor beeldende kunstenaars (regeling bestond al vanaf 1949),
- Gehandicapteninstellingen (zowel lichamelijk als verstandelijk), dagbestedingcentra et cetera.

## Opheffing
Het ministerie werd in 1982 ontmanteld bij het aantreden van het kabinet-Lubbers I. Naast het ministerie van Onderwijs was CRM een duur ministerie geworden door haar brede taak en de hoge uitvoeringskosten voor de diverse beleidsterreinen. Het ministerie van Welzijn, Volksgezondheid en Cultuur kan als opvolger van het ministerie van CRM gezien worden. De beleidsterreinen Welzijn en Cultuur en de BKR werden ondergebracht in dit nieuwe ministerie, samen met het deel Volksgezondheid van het ministerie van Volksgezondheid en Milieuhygiëne. Andere beleidsterreinen werden elders ondergebracht. 
- Natuur ging naar Landbouw en Visserij dat Ministerie van LNV (Landbouw, Natuurbeheer en Visserij) ging heten.
- Bijstandsuitkering en Vrouwenemancipatie gingen naar het ministerie van Sociale Zaken en Werkgelegenheid (SZW).
- Vormingswerk en Volwasseneneducatie gingen naar het ministerie van Onderwijs (OCW). Het Sociaal Cultureel Werk werd een verantwoordelijkheid van gemeenten en provincies.

In 1994 werd ook het ministerie van WVC opgeheven, waarbij de beleidsterreinen werden ondergebracht in het ministerie van Volksgezondheid, Welzijn en Sport (VWS). Cultuur ging naar Onderwijs en Wetenschappen.
Algemene Zaken (AZ) · 
Asiel en Migratie (A&M) · 
Binnenlandse Zaken en Koninkrijksrelaties (BZK) · 
Buitenlandse Zaken (BZ) ·
Defensie (Def) · 
Economische Zaken (EZ) · 
Financiën (Fin) · 
Infrastructuur en Waterstaat (I&W) · 
Justitie en Veiligheid (J&V) · 
Klimaat en Groene Groei (KGG) · 
Landbouw, Visserij, Voedselzekerheid en Natuur (LVVN) ·
Onderwijs, Cultuur en Wetenschap (OCW) · 
Sociale Zaken en Werkgelegenheid (SZW) · 
Volksgezondheid, Welzijn en Sport (VWS) · 
Volkshuisvesting en Ruimtelijke Ordening (VRO)

Voormalige ministeries:
Algemene Oorlogvoering van het Koninkrijk (AOK) ·
Arbeid, Handel en Nijverheid ·
 Binnenlandse Zaken en Landbouw ·
Cultuur, Recreatie en Maatschappelijk Werk (CRM) ·
Economische Zaken en Arbeid ·
Economische Zaken, Landbouw en Innovatie (EL&I) · 
Eredienst ·
Handel en Nijverheid ·
Handel, Nijverheid en Landbouw ·
Handel, Nijverheid en Scheepvaart ·
Infrastructuur en Milieu ·
Justitie (Just) ·
Koloniën, later Overzeese Gebiedsdelen ·
Landbouw, Natuurbeheer en Visserij ·
Landbouw, Nijverheid en Handel ·
Landbouw en Visserij ·
Landbouw, Visserij en Voedselvoorziening ·
Maatschappelijk Werk ·
Marine ·
Oorlog ·
Onderwijs en Wetenschappen ·
 Onderwijs, Kunsten en Wetenschappen ·
Openbare Werken ·
Openbare Werken en Wederopbouw ·
Sociale Zaken en Volksgezondheid ·
Verkeer ·
Verkeer en Energie ·
Verkeer en Waterstaat (V&W) · 
Volksgezondheid en Milieuhygiëne ·
Volkshuisvesting en Bouwnijverheid ·
Volkshuisvesting, Ruimtelijke Ordening en Milieubeheer (VROM) ·
Waterstaat ·
Waterstaat, Handel en Nijverheid ·
Wederopbouw en Volkshuisvesting ·
Welzijn, Volksgezondheid en Cultuur (WVC)